# 小行星6635
小行星6635（英語：6635 Zuber）是一颗围绕太阳公转的小行星。1987年9月26日，卡罗琳·舒梅克、尤金·舒梅克在帕洛马山发现了此天体。
这颗小行星的绝对星等为265.9536487879565等。